# Jonas Michanek
Carl Jonas Michanek, född 1974 i Stockholm, är en svensk författare, talare och entreprenör med fokus på kreativitet och innovation. 
Han är grundare av företagen Idélaboratoriet, NEW Agency och 2C-creative consultants och medgrundare till företaget Food To Happen. Han har också grundat föreningarna SE Forum, Digitalbridge och stiftelsen Innovation Circus.
Många av de böcker Jonas Michanek skrivit är kurslitteratur på svenska och utländska universitet inom främst områden såsom design, innovation och entreprenörskap.
Jonas Michanek är son till formgivaren Christer Jonsson och läkaren Katarina Michanek samt dotterson till Ernst Michanek.
Jonas Michanek är ordförande i MINC (Malmö incubator).